# Maria-Rekker-Park

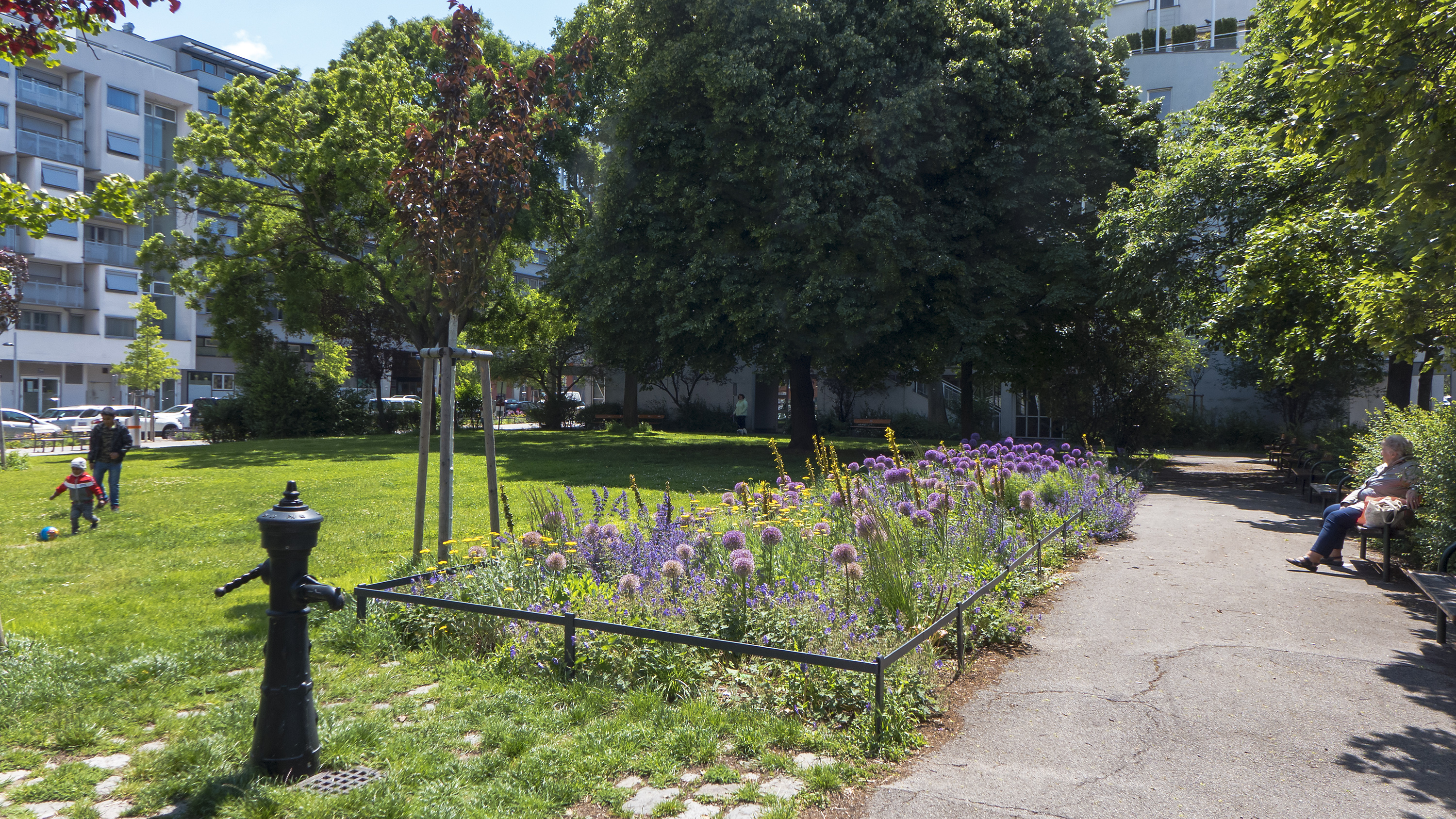
Maria-Rekker-Park

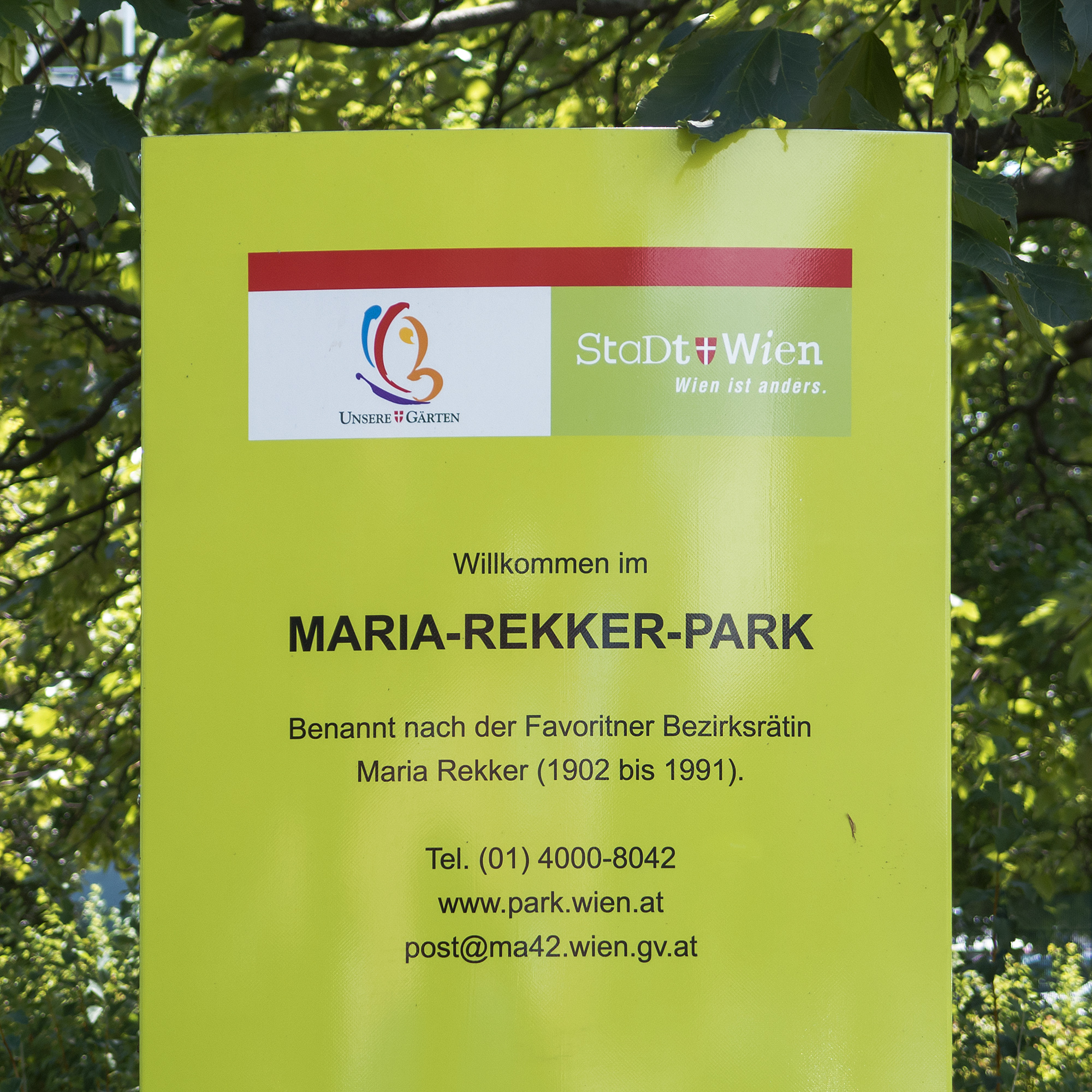
Informationstafel

Der Maria-Rekker-Park ist ein Wiener Park im 10. Bezirk, Favoriten.

## Beschreibung
Der Maria-Rekker-Park ist ein ca. 2100 m² großer Beserlpark im Bezirksteil Favoriten. Der Park liegt zwischen der Favoritenstraße, Maria-Rekker-Gasse, Weldengasse und Katharinengasse. Neben Wiesenflächen und einem alten Baumbestand verfügt der Park über Sitzmöglichkeiten und einen Trinkbrunnen.

## Geschichte
Der Maria-Rekker-Park wurde am 18. Jänner 1996 im Gemeinderatsausschuss für Kultur der Stadt Wien gemeinsam mit der angrenzenden Maria-Rekker-Gasse nach der ÖVP-Bezirksrätin Maria Rekker (1902–1991) benannt. Maria Rekker galt durch ihr Engagement für die soziale Betreuung älterer Menschen als Engel der Favoritner Arbeitslosen.